# Terlaemenmolen
De Terlaemenmolen is een onderslagwatermolen op de Laambeek ten westen van Viversel, gelegen nabij het Kasteel Terlaemen, aan Molenveld 1, nabij de Terlaemenlaan.
Het exacte jaar van oprichting is niet bekend, maar de eerste vermelding is 1830. Het complex omvatte een korenmolen, een hennepbraakmolen, welke in 1887 werd gesloopt, en een oliemolen welke in 1866 werd afgebroken. In 1868 werd een stoommachine geplaatst.
Het molengebouw bestaat nog uit vakwerk en leem. De inrichting is nog gedeeltelijk aanwezig maar het waterrad is verdwenen. Het gebouw is tegenwoordig onderdeel van manege De Paddock.
- Inventaris van het Bouwkundig Erfgoed (Vlaanderen): 22530